# Camissonia
Genre
Camissonia est un genre de plantes à fleurs de la famille des Onagraceae.

## Liste d'espèces
Selon ITIS :
- Camissonia andina (Nutt.) Raven
- Camissonia arenaria (A. Nels.) Raven
- Camissonia atwoodii Cronq.
- Camissonia bairdii Welsh
- Camissonia benitensis Raven
- Camissonia bistorta (Nutt. ex Torr. & Gray) Raven
- Camissonia boothii (Dougl. ex Lehm.) Raven
- Camissonia breviflora (Torr. & Gray) Raven
- Camissonia brevipes (Gray) Raven
- Camissonia californica (Nutt. ex Torr. & Gray) Raven
- Camissonia campestris (Greene) Raven
- Camissonia cardiophylla (Torr.) Raven
- Camissonia chamaenerioides (Gray) Raven
- Camissonia cheiranthifolia (Hornem. ex Spreng.) Raimann
- Camissonia claviformis (Torr. & Frém.) Raven
- Camissonia confertiflora (Raven) Raven
- Camissonia confusa Raven
- Camissonia contorta (Dougl. ex Lehm.) Kearney
- Camissonia eastwoodiae (Munz) Raven
- Camissonia exilis (Raven) Raven
- Camissonia gouldii Raven
- Camissonia graciliflora (Hook. & Arn.) Raven
- Camissonia guadalupensis (S. Wats.) Raven
- Camissonia guadalupensis (S. Wats.) Raven
- Camissonia hardhamiae Raven
- Camissonia heterochroma (S. Wats.) Raven
- Camissonia hilgardii (Greene) Raven
- Camissonia hirtella (Greene) Raven
- Camissonia ignota (Jepson) Raven
- Camissonia integrifolia Raven
- Camissonia intermedia Raven
- Camissonia kernensis (Munz) Raven
- Camissonia lacustris Raven
- Camissonia lewisii Raven
- Camissonia luciae Raven
- Camissonia megalantha (Munz) Raven
- Camissonia micrantha (Hornem. ex Spreng.) Raven
- Camissonia minor (A. Nels.) Raven
- Camissonia multijuga (S. Wats.) Raven
- Camissonia munzii (Raven) Raven
- Camissonia nevadensis (Kellogg) Raven
- Camissonia ovata (Nutt. ex Torr. & Gray) Raven
- Camissonia pallida (Abrams) Raven
- Camissonia palmeri (S. Wats.) Raven
- Camissonia parryi (S. Wats.) Raven
- Camissonia parvula (Nutt. ex Torr. & Gray) Raven
- Camissonia pterosperma (S. Wats.) Raven
- Camissonia pubens (S. Wats.) Raven
- Camissonia pusilla Raven
- Camissonia pygmaea (Dougl. ex Lehm.) Raven
- Camissonia refracta (S. Wats.) Raven
- Camissonia robusta Raven
- Camissonia scapoidea (Nutt. ex Torr. & Gray) Raven
- Camissonia sierrae Raven
- Camissonia specuicola (Raven) Raven
- Camissonia strigulosa (Fisch. & C.A. Mey.) Raven
- Camissonia subacaulis (Pursh) Raven
- Camissonia tanacetifolia (Torr. & Gray) Raven
- Camissonia walkeri (A. Nels.) Raven